# Казімежа-Мала
Казімежа-Мала (пол. Kazimierza Mała) — село в Польщі, у гміні Казімежа-Велька Казімерського повіту Свентокшиського воєводства.
Населення — 262 особи (2011).
У 1975-1998 роках село належало до Келецького воєводства.

## Демографія
Демографічна структура на день 31 березня 2011 року:
|          | Загалом | Допрацездатний вік | Працездатний вік | Постпрацездатний вік |
| -------- | ------- | ------------------ | ---------------- | -------------------- |
| Чоловіки | 135     | 28                 | 94               | 13                   |
| Жінки    | 127     | 15                 | 72               | 40                   |
| Разом    | 262     | 43                 | 166              | 53                   |